# Corynoppia kosarovi
Corynoppia kosarovi är en kvalsterart som först beskrevs av Jeleva 1962.  Corynoppia kosarovi ingår i släktet Corynoppia och familjen Oppiidae.

## Underarter
Arten delas in i följande underarter:
- C. k. kosarovi
- C. k. matritensis